# Isotoma tigrina
Isotoma tigrina är en urinsektsart som först beskrevs av Hercule Nicolet 1842.  Isotoma tigrina ingår i släktet Isotoma och familjen Isotomidae. Inga underarter finns listade i Catalogue of Life.